# U-382
| U-382                                                                                    | U-382 | U-382 |
| ---------------------------------------------------------------------------------------- | --- | --- |
| U 382                                                                                    | | |
|                                                                                          | | |
| Зображення підводного човна підтипу VIIC                                                 | | |
| Верф                                                                                     | Howaldtswerke-Deutsche Werft, Кіль                                                                                            | Howaldtswerke-Deutsche Werft, Кіль                                                                                            |
| Під прапором                                                                             | Третій Рейх | Третій Рейх |
| Належність                                                                               | Крігсмаріне | Крігсмаріне |
| Порт приписки                                                                            | Кіль Сен-Назер Берген | Кіль Сен-Назер Берген |
| Замовлення                                                                               | 16 жовтня 1939 | 16 жовтня 1939 |
| Закладений                                                                               | 30 липня 1941 | 30 липня 1941 |
| Спуск на воду                                                                            | 21 березня 1942 | 21 березня 1942 |
| Введений до складу флоту                                                                 | 25 квітня 1942 | 25 квітня 1942 |
| На службі                                                                                | 1942—1945 | 1942—1945 |
| Сучасний статус                                                                          | 12 січня 1945 року серйозно пошкоджений унаслідок авіанальоту на Вільгельмсгафен; 20 березня списаний і 5 травня — затоплений | 12 січня 1945 року серйозно пошкоджений унаслідок авіанальоту на Вільгельмсгафен; 20 березня списаний і 5 травня — затоплений |
| Бойовий досвід                                                                           | Друга світова війна Битва за Атлантику                                                                                        | Друга світова війна Битва за Атлантику                                                                                        |
| Проєкт                                                                                   | | |
| Тип ПЧ                                                                                   | середній торпедний ДПЧ | середній торпедний ДПЧ |
| Вартість                                                                                 | 4 714 000 ℛℳ | 4 714 000 ℛℳ |
| Основні характеристики                                                                   | | |
| Швидкість (надводна)                                                                     | 17,9 вузлів | 17,9 вузлів |
| Швидкість (підводна)                                                                     | 8 вузлів | 8 вузлів |
| Робоча глибина занурення                                                                 | 100 м | 100 м |
| Гранична глибина занурення                                                               | 220 м | 220 м |
| Автономність плавання                                                                    | 135—174 км на швидкості 4 вузли (в підводному положенні) 11 470 км на швидкості 10 вузлів (у надводному положенні)            | 135—174 км на швидкості 4 вузли (в підводному положенні) 11 470 км на швидкості 10 вузлів (у надводному положенні)            |
| Екіпаж                                                                                   | 44-60 осіб | 44-60 осіб |
| Розміри                                                                                  | | |
| Довжина найбільша (по КВЛ)                                                               | 67,1 м | 67,1 м |
| Ширина корпусу найб.                                                                     | 6,2 м | 6,2 м |
| Висота                                                                                   | 9,6 м | 9,6 м |
| Середня осадка (по КВЛ)                                                                  | 4,74 м | 4,74 м |
| Водотоннажність надводна                                                                 | 769 т | 769 т |
| Водотоннажність підводна                                                                 | 871 т | 871 т |
| Силова установка                                                                         | | |
| дизель-електрична; 2 дизельних двигуни MAN M 6 V 40/46, 2 електродвигуни BBC GG UB 720/8 | | |
| Гвинти                                                                                   | 2 | 2 |
| Потужність                                                                               | 2 × 2100—2310 к.с. (дизелі) 2 × 750 к.с. (електродвигуни)                                                                     | 2 × 2100—2310 к.с. (дизелі) 2 × 750 к.с. (електродвигуни)                                                                     |
| Озброєння                                                                                | | |
| Артилерія                                                                                | 1 × 88-мм палубна гармата SK C/35                                                                                             | 1 × 88-мм палубна гармата SK C/35                                                                                             |
| Торпедно- мінне озброєння                                                                | 4 носових і один кормовий ТА 14 торпед або 26 мін TMA                                                                         | 4 носових і один кормовий ТА 14 торпед або 26 мін TMA                                                                         |
| ППО                                                                                      | 1 × 37-мм зенітна гармата Flak M42 2 × 20-мм зенітні гармати FlaK 30                                                          | 1 × 37-мм зенітна гармата Flak M42 2 × 20-мм зенітні гармати FlaK 30                                                          |

U-382 — німецький середній підводний човен типу VIIC, що входив до складу Військово-морських сил Третього Рейху за часів Другої світової війни. Закладений 30 липня 1941 року на верфі № 13 компанії Howaldtswerke-Deutsche Werft у Кілі, спущений на воду 21 березня 1942 року. 25 квітня 1942 року корабель увійшов до складу 5-ї навчальної флотилії ПЧ ВМС нацистської Німеччини.

## Історія служби
U-382 належав до німецьких підводних човнів типу VIIC, найчисельнішого типу субмарин Третього Рейху, яких було випущено 703 одиниці. Службу розпочав у складі 5-ї навчальної флотилії ПЧ, з 1 жовтня 1942 року переведений до бойового складу 7-ї флотилії ПЧ, а 1 листопада 1944 року переданий у 33-тю флотилію ПЧ. У період з 10 вересня 1942 до 19 жовтня 1944 року U-382 здійснив сім бойових походів в Атлантичний океан, провівши 295 діб у морі. Під час бойових дій човен пошкодив одне торговельне судно союзників.
12 січня 1945 року U-382 був серйозно пошкоджений бомбами під час нальоту британської авіації під час перебування у бухті Вільгельмсгафена. Знятий з озброєння 20 березня 1945 року і 5 травня 1945 року затоплений біля західного входу в Редершлезе у Вільгельмгафені.

## Командири
- Капітан-лейтенант Герберт Юлі (25 квітня 1942 — 1 квітня 1943)
- Оберлейтенант-цур-зее Леопольд Кох (1 квітня — 14 листопада 1943)
- Оберлейтенант-цур-зее Рудольф Цорн (15 листопада 1943 — 16 липня 1944)
- Оберлейтенант-цур-зее Ернст-Август Герке (травень — 29 червня 1944)
- Оберлейтенант-цур-зее резерву Ганс-Дітріх Вільке (25 серпня 1944 — 14 січня 1945)
- Оберлейтенант-цур-зее Гюнтер Шіммель (24 січня — 20 березня 1945)

## Перелік уражених U-382 суден у бойових походах
| №                                                         | Дата           | Командир ПЧ        | Назва           | Тип    | Належність      | Водотоннажність (брт) | Вантаж | Конвой      | Результат та координати                                                 | Наслідки атаки для екіпажу     | Прим. |
| --------------------------------------------------------- | -------------- | ------------------ | --------------- | ------ | --------------- | --------------------- | ------ | ----------- | ----------------------------------------------------------------------- | ------------------------------ | ----- |
| Другий похід (07.02—08.03.1943, 30 діб; Сен-Назер—Лор'ян) |                |                    |                 |        |                 |                       |        |             |                                                                         |                                |       |
| 1                                                         | 23 лютого 1943 | Kptlt. Герберт Юлі | Empire Norseman | танкер | Велика Британія | 9811                  | баласт | Конвой UC-1 | пошкоджений 31°18′ пн. ш. 27°28′ зх. д. / 31.300° пн. ш. 27.467° зх. д. | 53 (0 загиблих та 53 вцілілих) |       |